# StEG – Koritschan
Die Lokomotive KORITSCHAN war eine dreifachgekuppelte Tenderlokomotive der priv. Österreichisch-ungarischen Staatseisenbahngesellschaft (StEG). Sie wurde für den Betrieb der Lokalbahn Nemotitz–Koritschan auf deren Rechnung beschafft.

## Geschichte
Die Lokomotive wurde 1907 von der Lokomotivfabrik Floridsdorf mit der Fabriknummer 1770 geliefert. 1909 wurde sie von den k.k. Staatsbahnen (kkStB) als einzige Lokomotive in die Reihe 462 eingeordnet. Sie trug nun die Nummer 462.01.
Nach dem Ersten Weltkrieg kam sie zu den Tschechoslowakischen Staatsbahnen (ČSD), die sie als 302.001 einordneten. Die Lokomotive blieb auch weiterhin auf ihrer Stammstrecke und wurde erst nach dem Zweiten Weltkrieg ausgemustert. Im Juli 1950 wurde sie abgestellt und kurz darauf verschrottet.

## Technische Merkmale
Die Lokomotive entsprach mit ihrem Innenrahmen den zeitgenössischen dreifachgekuppelten Lokalbahnlokomotiven. Ungewöhnlich war die vergleichsweise große Heizfläche und die nicht mehr zeitgemäße Exzentersteuerung der Bauart Allan-Trick. Die Lokomotive war für Einmannbedienung vorgesehen. Statt einer Pfeife befand sich auf dem Führerhausdach eine Dampfläutewerk.
Der Dampfdom mit zwei Federwaag-Sicherheitsventilen befand sich auf dem ersten Kesselschuss. Dahinter war der Sandkasten angeordnet. Gesandet wurde nur die zweite Kuppelachse. Zur Abbremsung von Lokomotive und Wagenzug war die Lokomotive mit einer Druckluftbremse ausgerüstet.
Der Kohlevorrat wurde vermutlich im Führerhaus mitgeführt. Über die Bauart des Wasserkastens finden sich keine Angaben. Vermutlich befand sich der Wasservorrat unter dem Kessel zwischen den Rahmenwangen.
Das geräumige Führerhaus besaß an der Rückseite eine Tür mit Übergangseinrichtung.